# Samsung Galaxy J3
O Samsung Galaxy J3 é um telemóvel fabricado pela Samsung Electronics, lançado em maio de 2016. Tem o sistema operativo Android 5.1, atualizável para Android 6.0.1.
É o terceiro dispositivo móvel da linha Galaxy J da Samsung.

## Características
- Sistema Operacional: Android Nougat
- Câmera Primária: 8 MP
- Gravação de Vídeo: 720p
- Resolução: 720 x 1280px
- Capacidade: 8/16 GB, 1.5/2 GB RAM[1]